# Antonio Martín Navarrete
Antonio Martín Navarrete (1949. március 15. –) spanyol nemzetközi labdarúgó-játékvezető.	

## Pályafutása

### Nemzeti játékvezetés
1980-ban lett az I. Liga játékvezetője. Az aktív nemzeti játékvezetéstől 1995-ben vonult vissza. Első ligás mérkőzéseinek száma: 162.

#### Nemzeti kupamérkőzések
Vezetett Kupa-döntők száma: 1.

##### Spanyol Szuperkupa
| Időpont             | Helyszín                   | Mérkőzés típusa     | Mérkőzés                   | Eredmény |
| ------------------- | -------------------------- | ------------------- | -------------------------- | -------- |
| 1994. augusztus 27. | Romareda Stadion, Zaragoza | döntő első mérkőzés | Real Zaragoza–FC Barcelona | 0 : 2    |

### Nemzetközi játékvezetés
A Spanyol labdarúgó-szövetség Játékvezető Bizottsága (JB) 1990-ben terjesztette fel nemzetközi játékvezetőnek, a Nemzetközi Labdarúgó-szövetség (FIFA) bíróinak keretébe. Több nemzetek közötti válogatott és klubmérkőzést vezetett.  A spanyol nemzetközi játékvezetők rangsorában, a világbajnokság-Európa-bajnokság sorrendjében többedmagával a 17. helyet foglalja el 4 találkozó szolgálatával. Az aktív nemzetközi játékvezetéstől 1995-ben búcsúzott.

#### Világbajnokság
A világbajnoki döntőhöz vezető úton Egyesült Államokba a XV., az 1994-es labdarúgó-világbajnokságra a FIFA JB bíróként alkalmazta.
| Időpont           | Helyszín                           | Mérkőzés típusa           | Mérkőzés              | Eredmény | Nézők száma |
| ----------------- | ---------------------------------- | ------------------------- | --------------------- | -------- | ----------- |
| 1993. február 24. | Nieuw Galgenwaard Stadion, Utrecht | előselejtező (2. csoport) | Hollandia–Törökország | 3 : 1    | 13 000      |
| 1993. május 1.    | Wankdorf Stadion, Bern             | előselejtező (1. csoport) | Svájc–Olaszország     | 1 : 0    | 32 000      |

#### Európa-bajnokság
Az európai-labdarúgó torna döntőjéhez vezető úton Svédországba a IX., az 1992-es labdarúgó-Európa-bajnokságra és Angliába a X., az 1996-os labdarúgó-Európa-bajnokságra az UEFA JB játékvezetőként foglalkoztatta.

##### 1992-es labdarúgó-Európa-bajnokság
| Időpont           | Helyszín                | Mérkőzés típusa           | Mérkőzés           | Eredmény | Nézők száma |
| ----------------- | ----------------------- | ------------------------- | ------------------ | -------- | ----------- |
| 1991. október 16. | Wembley Stadion, London | előselejtező (7. csoport) | Anglia–Törökország | 1 : 0    | 50 896      |

##### 1996-os labdarúgó-Európa-bajnokság
| Időpont            | Helyszín                   | Mérkőzés típusa           | Mérkőzés       | Eredmény | Nézők száma |
| ------------------ | -------------------------- | ------------------------- | -------------- | -------- | ----------- |
| 1994. december 14. | Nemzeti Stadion, Ramat-Gan | előselejtező (1. csoport) | Izrael–Románia | 1 : 1    | 41 000      |